# Оседле

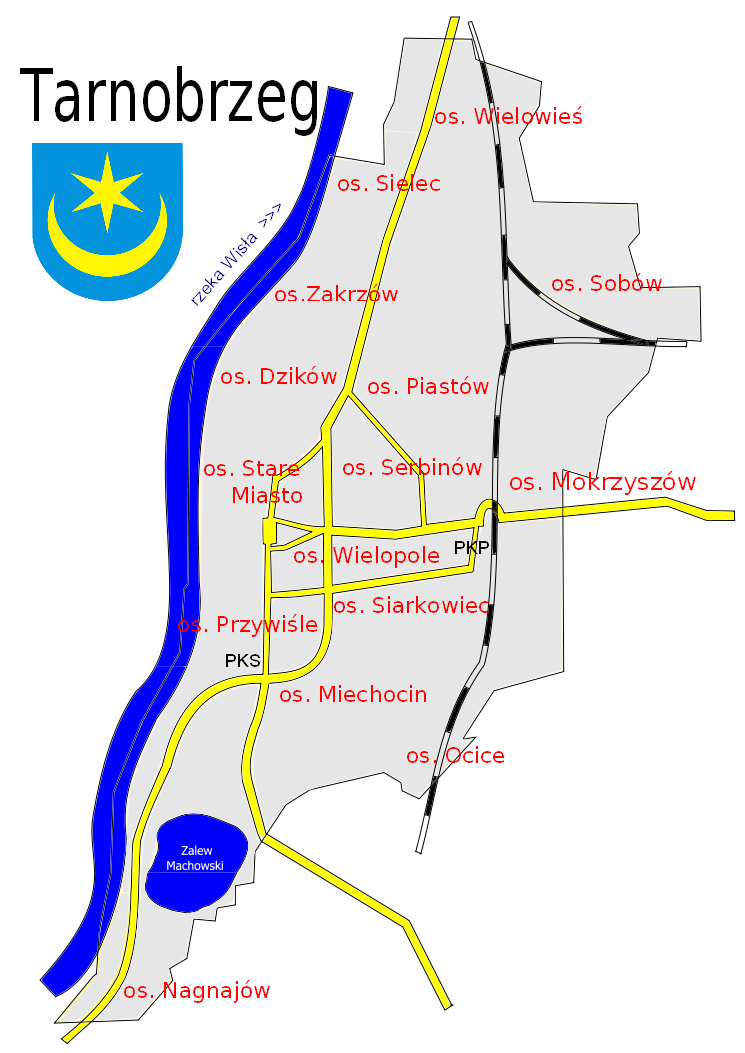
Карта города Тарнобжега с указанием микрорайонов «оседле»

Осе́дле (пол. osiedle mieszkaniowe) — термин, применяющийся в Польше для обозначения посёлка или микрорайона в составе города или селения. В ряде случаев термин «оседле» может применяться к самостоятельному населённому пункту — тогда оно полностью эквивалентно русскому понятию «посёлок». «Оседле» в составе населённого пункта (наряду с дзельницей и солецтвом) не имеет собственного юридического лица и создаётся решением городского совета как вспомогательная единица (пол. jednostka pomocnicza) гмины. В некоторых случаях оседле может иметь собственный совет и руководителя.
Слово «оседле» в польском языке часто используется также для обозначения исторического городского района или микрорайона жилой застройки.
При использовании в адресации термин «оседле» чаще всего обозначается аббревиатурой «os.». Тогда обычно в почтовых адресах указывается os. и название микрорайона.

## Источник
- Organizacja państwa / Mały Rocznik Statystyczny Polski 2009, Warszawa, Główny Urząd Statystyczny, 2009-07-23, ISSN 1640-3630.